# Candidoni
Candidoni   község (comune) Calabria régiójában, Reggio Calabria megyében.

## Fekvése
A megye északnyugati részén fekszik. Határai: Laureana di Borrello, Limbadi, Mileto, Nicotera, Rosarno, San Calogero és Serrata.

## Története
A hagyományok szerint az 5-6. században alapította egy medmi harcos nemesúr. A település nevének első írásos említése a 15. századból származik.  A 19. században nyerte el önállóságát, amikor a Nápolyi Királyságban felszámolták a feudalizmust.

## Népessége
A népesség számának alakulása:

## Főbb látnivalói
- San Nicola Vescovo-templom